# Anneau de Saint-Denis

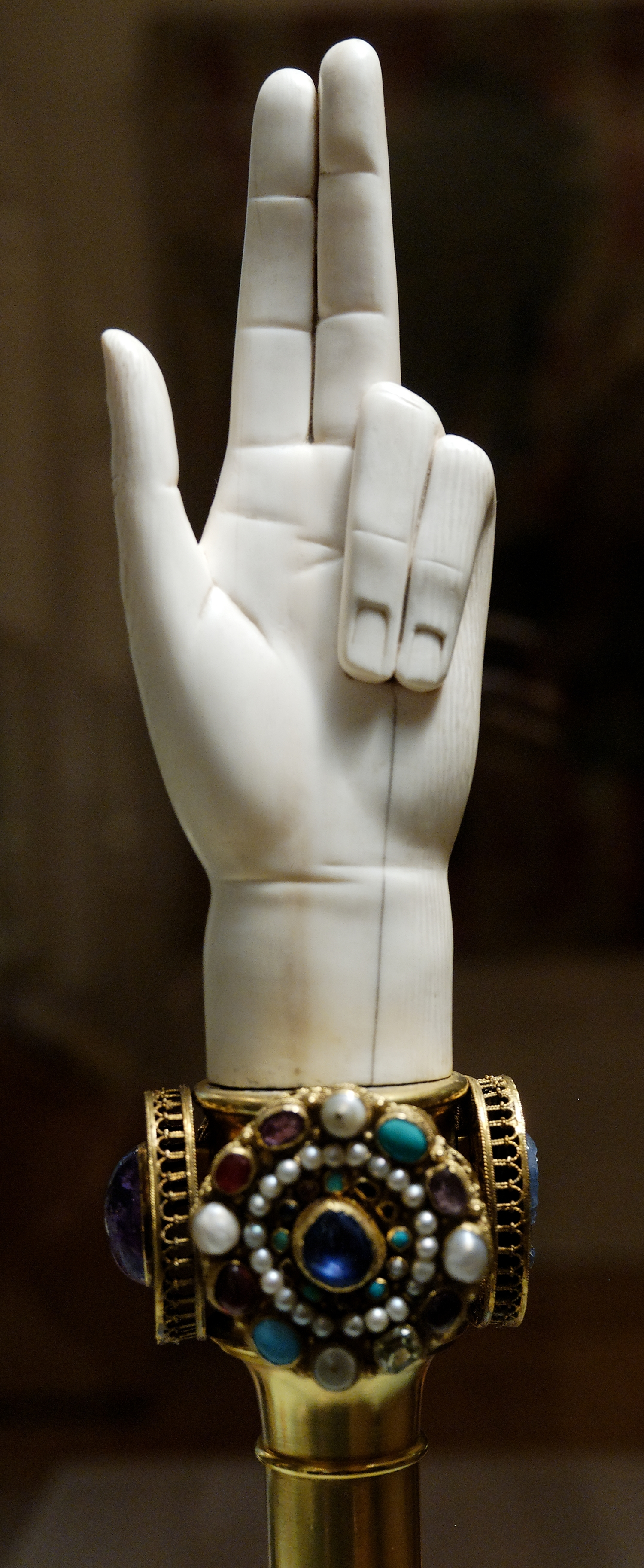
Anneau de Saint-Denis monté sur la Main de justice (Musée du Louvre)

L'anneau de Saint-Denis est un anneau royal crée au début du XIIIe siècle. Il faisait partie des Regalia du royaume de France. Il a été déposé au Louvre en 1793. Il était considéré comme perdu lorsqu'il fut reconnu par Blaise de Montesquiou-Fezensac sur la Main de justice faite pour le sacre de Napoléon Ier en 1804.
L'anneau de justice est orné d'odontolite ou « turquoises de Simorre ».